# Turmoil (Computerspiel)
Turmoil ist ein Simulationsspiel vom niederländischen Spielestudio Gamious, welches am 2. Juni 2016 veröffentlicht wurde. Es ist auf Steam und im App Store verfügbar.

## Gameplay
Turmoil ist vom nordamerikanischen Ölrausch im 19. Jahrhundert inspiriert. Der Spieler muss ein erfolgreicher Ölunternehmer werden. Während der Spieler durch das Ausgraben und Verkaufen von Öl Geld verdient, wächst die Stadt gleichzeitig, was dem Spieler erlaubt, Verbesserungen wie schnelle Pferde oder dickere Rohre zu kaufen. Der Kampagnen-Modus erlaubt dem Spieler, Land in Auktionen zu ersteigern und auf diesem mithilfe von Wünschelrutengängern, Maulwürfen oder Scannern nach Öl zu graben, mit dem Ziel, möglichst viel in einem Jahr zu erhalten. Der Spieler konkurriert dabei mit drei rivalisierenden KIs in jedem Level.

## Entwicklung
Turmoil war ein Jahr lang in einer Prototyp-Phase, bevor es im Juni 2015 im Steam Early Access verfügbar war. Nach einem Jahr im Early Access wurde Turmoil im Juni 2016 auf Steam veröffentlicht. Im Februar 2017 folgte die Veröffentlichung im App Store für das iPad. Ein eigenständiger DLC mit dem Namen „Turmoil – The Heat Is On“ wurde am 22. März 2018 veröffentlicht.

## Rezeption
Das Spiel wurde dafür gelobt, simpel zu sein, jedoch wiederhole es sich nach einiger Zeit. Es wurde auch als „der Inbegriff der Einfachheit“ und „eine süchtig machende und nostalgische Managementstrategie“ bezeichnet.